# Ruta 15 (Bolivien)
Die Ruta 15 ist eine Nationalstraße im südamerikanischen Andenstaat Bolivien.

## Streckenführung
Die Straße hat eine Länge von nur 27 Kilometern und liegt im bolivianischen Tiefland im Departamento Cochabamba und dort im Municipio Puerto Villarroel in der Provinz Carrasco. Sie beginnt im Süden als Abzweigung von der Fernstraße Ruta 4 bei der Stadt Ivirgarzama und endet im Norden in der Stadt Puerto Villarroel am linken Ufer des Río Ichilo. Die Ruta 15 ist auf den gesamten 27 Kilometern asphaltiert.

## Geschichte
Die Straße ist mit Dekret 25.134 vom 31. August 1998 zum Bestandteil des bolivianischen Nationalstraßennetzes "Red Vial Fundamental" erklärt worden und war zu diesem Zeitpunkt die kürzeste der Straßen.

## Streckenabschnitte

### Departamento Cochabamba
- km 000: Ivirgarzama
- km 027: Puerto Villarroel